# Fragaria daltoniana
Fragaria daltoniana é uma espécie de morango nativa do Himalaia. Seu fruto tem um sabor pobre e não tem nenhum valor comercial.
Todos os morangos têm uma contagem de base haplóide de cromossomos 7. Daltoniana Fragaria é diplóide, com 2 pares destes cromossomos, num total de 14 cromossomos.